# 强巴林寺 (日本)
强巴林（日语：／ Tyanbarin）是位于日本名古屋仿照大昭寺兴建的藏传佛教寺庙，亦是全日本唯一的藏传佛教寺庙。现任大僧正为强巴曲珍（森下永敏），住持为羅藏頓珠（森下瑞堂）。

## 历史
强巴林缘起于现任大僧正强巴曲珍的上师波米·强巴洛珠，他告诉前往西藏学习佛法的前者：其护法为六臂大黑天，且应在日本建立一座藏传佛教寺庙。

## 法事

### 強巴林祭
每月首個周日舉行，由身著藏傳佛教僧衣的大僧正與住持為信徒祈願願望成真。

### 開運良缘祭
每年4月舉行，以求擺脫霉運。